# Agoma halans
Agoma halans là một loài bướm đêm trong họ Noctuidae.